# Medina van Sousse
De medina van Sousse is een medina in de Tunesische stad Sousse. Ze werd in 1988 door UNESCO tot werelderfgoed verklaard.
De medina van Sousse is een typisch voorbeeld van architectuur uit de eerste eeuwen van de islam in de Maghreb. De oppervlakte van 32 hectare is omgeven door 2,5 kilometer aan ommuring met acht poorten, die werd gebouwd in 859 tijdens het bewind van de Aghlabiden.
De medina omvat onder meer een ribat, vestingwerken, de Grote moskee van Sousse en de Bou Ftatamoskee. Het Archeologisch Museum van Sousse is gevestigd in de medina. Op de Khaleftoren staat sinds 1890 een vuurtoren.

## Fotogalerij

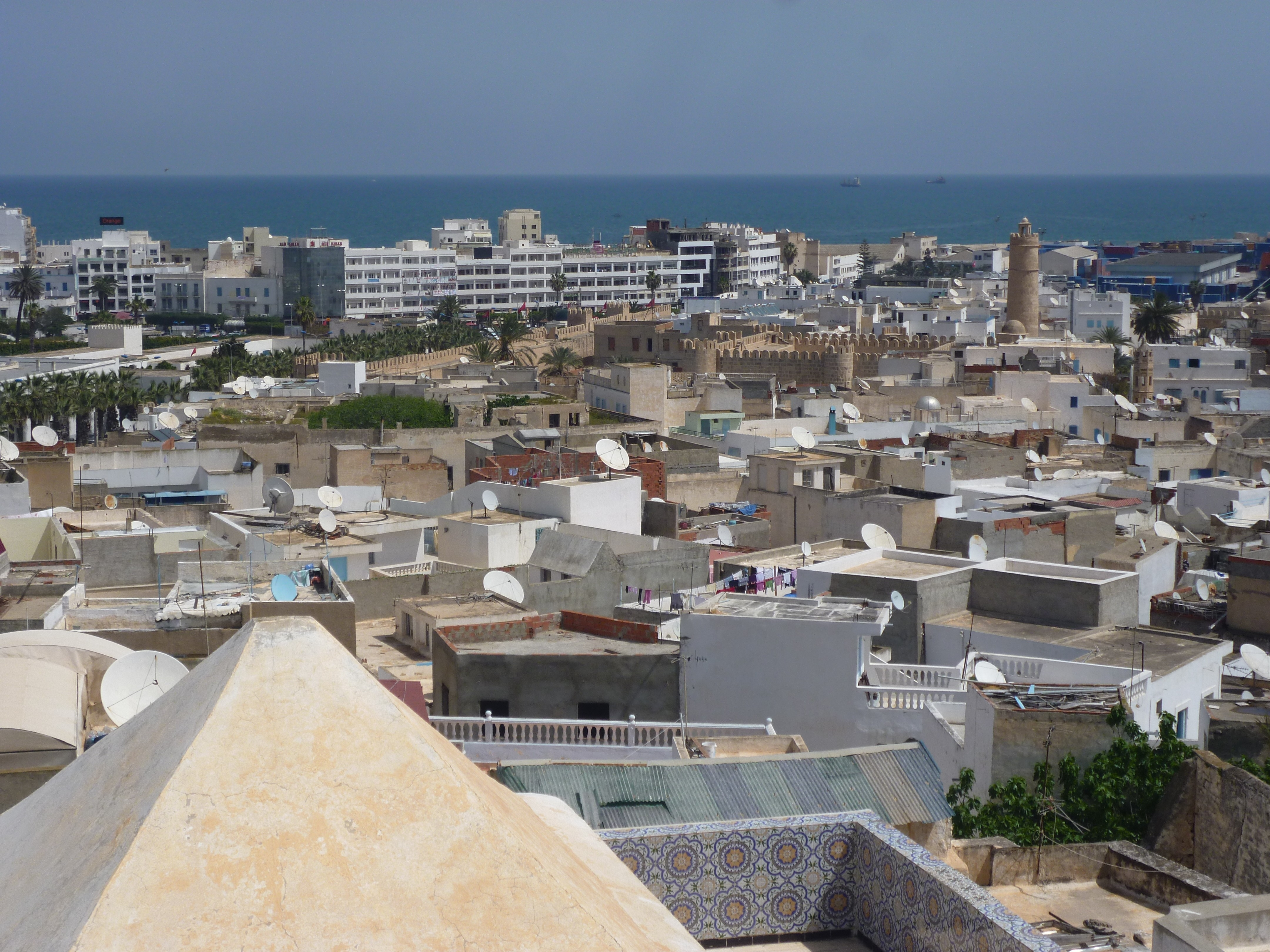
Algemeen zicht op de medina.
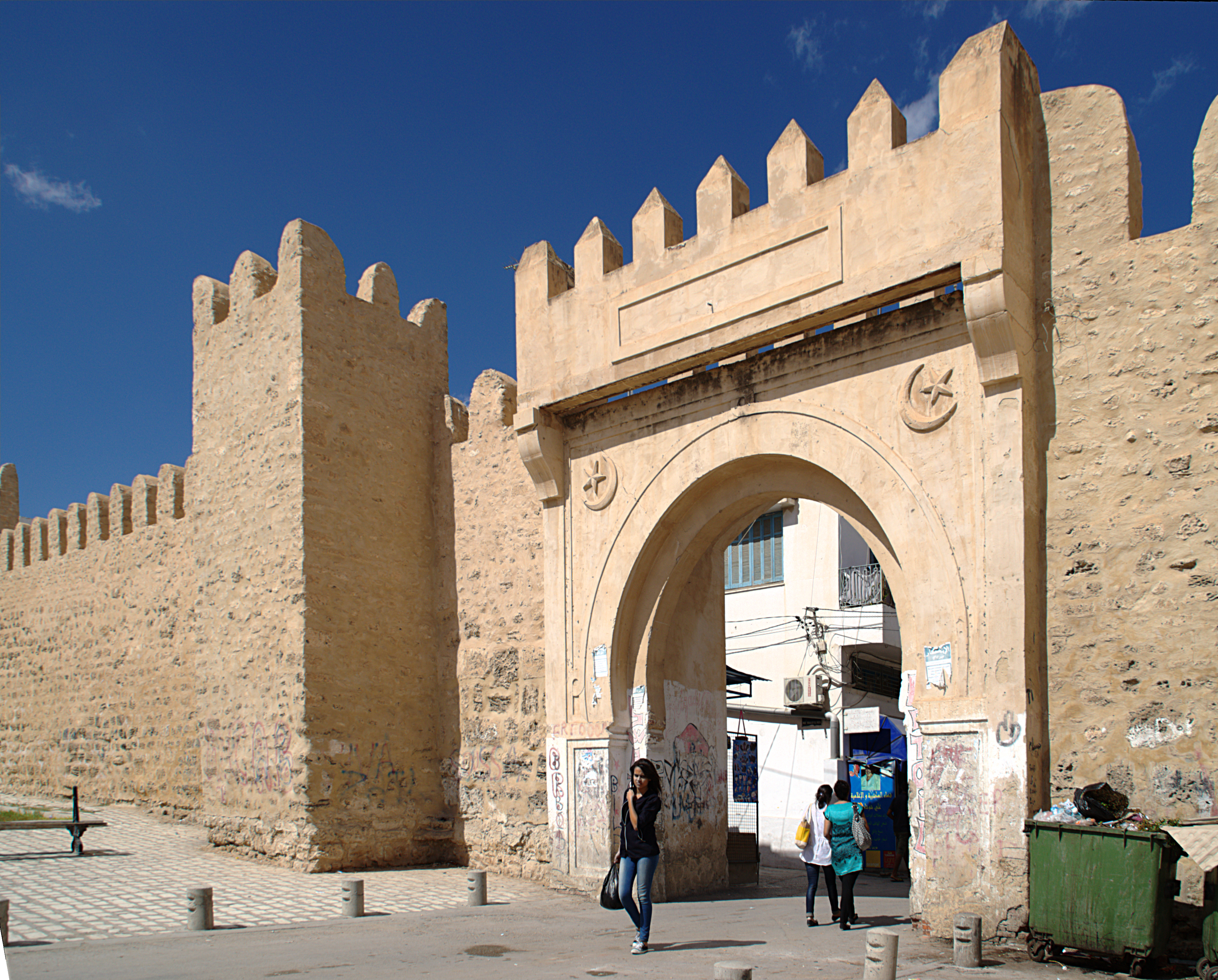
Poort van de medina.
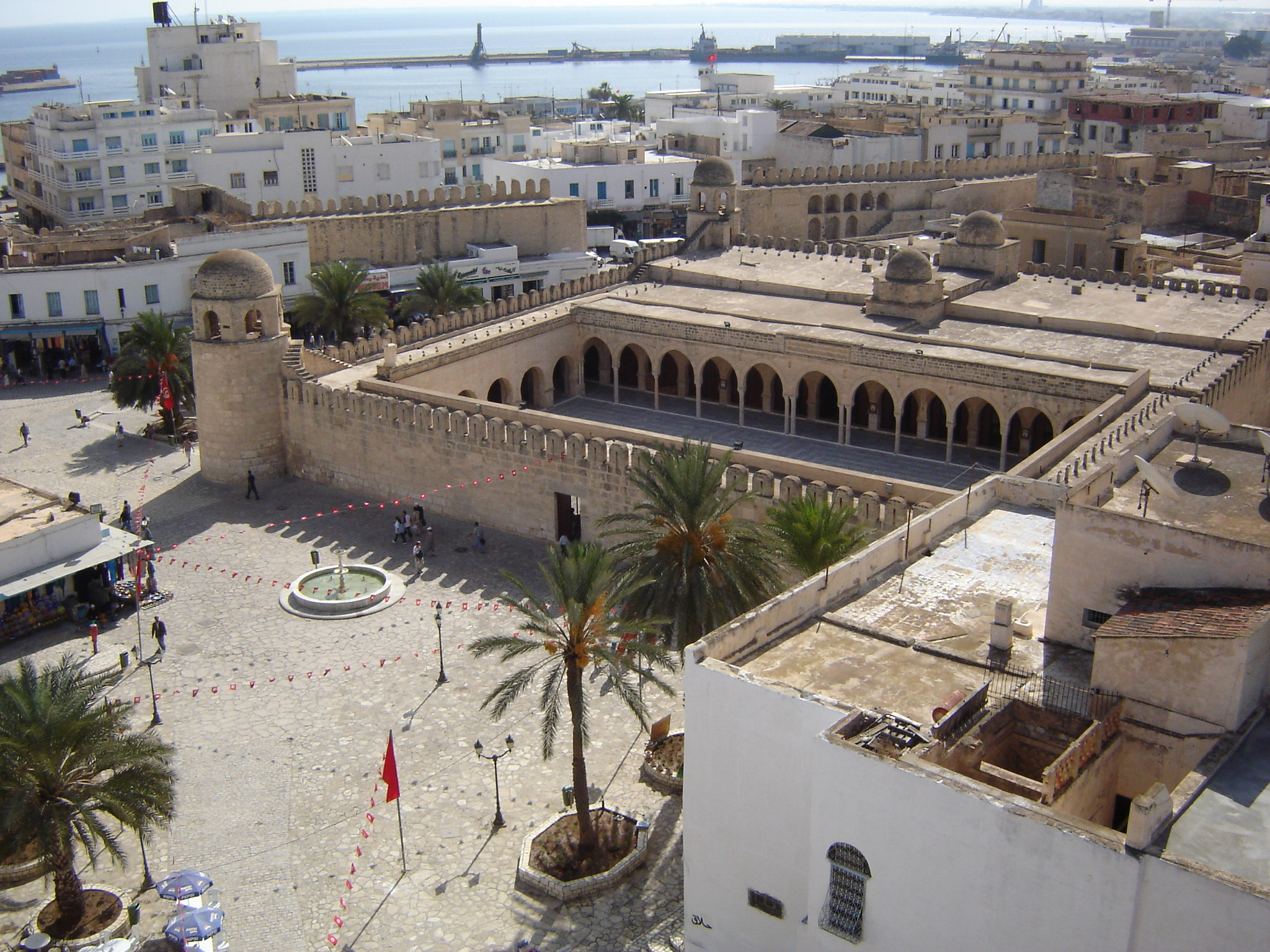
De Grote moskee van Sousse.